# Роке ди Чивитела (Терамо)
Роке ди Чивитела (итал. Rocche di Civitella) је насеље у Италији у округу Терамо, региону Абруцо.
Према процени из 2011. у насељу је живело 190 становника. Насеље се налази на надморској висини од 491 м.